# .yt
.yt e интернет домейн от първо ниво за остров Майот. Администрира се от AFNIC. Представен е през 1997. Регистрациите към този домейн бяха прекратени и отново възобновени от декември 2011 г.